# Valea Barnii, Alba
Valea Barnii este un sat în comuna Mogoș din județul Alba, Transilvania, România.
Satun înglobează și cătunul Ciocănești.